# Jules de Schleswig-Holstein-Sonderbourg-Glücksbourg
Jules de Schleswig-Holstein-Sonderbourg-Glücksbourg, prince de Schleswig-Holstein-Sonderbourg-Glücksbourg est né le 14 octobre 1824 au château de Gottorp, dans la ville alors danoise de Schleswig, et est décédé le 1er juin 1903 à Itzehoe, en Allemagne. C’est un membre de la branche de Schleswig-Holstein-Sonderbourg-Glücksbourg de la Maison d’Oldenbourg.

## Famille
Le prince Jules est le cinquième fils et le huitième enfant du duc Frédéric Guillaume de Schleswig-Holstein-Sonderbourg-Glücksbourg (1785-1831) et de son épouse la princesse Louise-Caroline de Hesse-Cassel (1789-1867). 
Par son père, il descend en ligne masculine du roi Christian III de Danemark (1503-1559) tandis que, par sa mère, il est l’arrière-petit-fils du landgrave Frédéric II de Hesse-Cassel (1720-1785). 
Le prince est par ailleurs le frère cadet du roi Christian IX de Danemark (1818-1906), ce qui l’apparente à la plupart des dynasties européennes de son époque (Russie, Royaume-Uni, Grèce, Norvège, Hanovre, etc.).
Le 2 juillet 1883, le prince Jules épouse morganatiquement Elisabeth von Ziegesar (1856-1887), fille de Wolf von Ziegesar. La jeune femme est ensuite titrée comtesse de Roest.

## Biographie

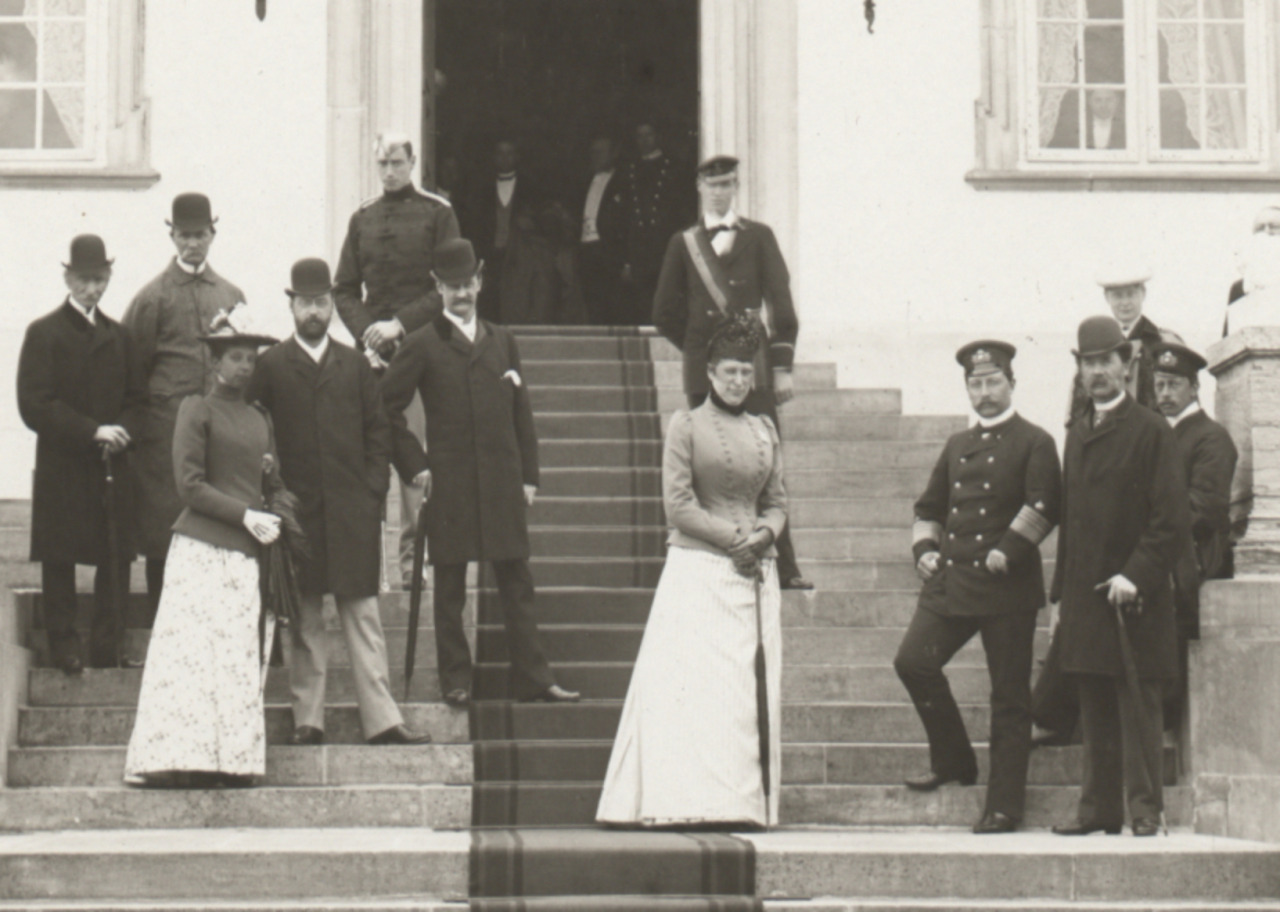
Le prince Jules (à l'extrême gauche à côté de son frère, le prince Jean) participe à la visite de l'empereur allemand Guillaume II (empereur allemand) à la famille royale danoise au château de Fredensborg en 1890.

En février 1865, le prince Jules fut envoyé à Athènes par son frère aîné, le roi Christian IX de Danemark, afin d’y rencontrer la classe politique grecque, très mécontente de l’action du comte Wilhelm Sponneck, et de remplacer ce dernier comme conseiller du jeune roi Georges Ier de Grèce. 
Le roi des Hellènes étant le deuxième fils du souverain danois, celui-ci espérait en effet le protéger d’une éventuelle révolution. Cependant, Georges Ier prit très mal l’intervention de son oncle dans les affaires grecques et le renvoya au Danemark.